# 刈谷豊田総合病院
医療法人豊田会 刈谷豊田総合病院（いりょうほうじんとよたかい かりやとよたそうごうびょういん）は、愛知県刈谷市住吉町5丁目15番地にある医療法人立の病院である。前身は、豊田自動織機が開設した豊田病院である。

## 概要
刈谷市・東浦町・大府市・高浜市・知立市の4市1町及び、安城市・豊田市の一部を診療圏としている。関連施設として刈谷豊田総合病院東分院、介護老人保健施設ハビリス一ツ木、高浜豊田病院をもつ。地元では「刈総」の名前で呼ばれることが多い。
災害拠点病院に指定されており、年に1回大規模災害訓練が行われている。
医療法人の運営は刈谷市・高浜市とトヨタグループ8社（豊田自動織機・愛知製鋼・ジェイテクト・トヨタ車体・豊田通商・デンソー・アイシン・トヨタ紡織）による。
1956年（昭和31年）6月25日、作曲家の宮城道雄が刈谷駅付近で夜行列車から転落し、当時の豊田病院に搬送された後の朝に亡くなった。

## 歴史
- 1962年（昭和37年）9月 - 刈谷市とトヨタグループ7社（現在は、高浜市と豊田通商を加えた2市8社）によって医療法人豊田会設立[広報 1][広報 3]。
- 1963年（昭和38年）3月 - 古居病院を前身として刈谷豊田病院として開院（病床数200床）診療科10科目[広報 1][広報 3]。
- 1966年（昭和41年）9月 - 総合病院承認[広報 1][広報 5]。
- 1980年（昭和55年）4月 - 広域第二次救急病院指定[広報 1][広報 5]。
- 1983年（昭和58年）1月 - 刈谷総合病院に改称[広報 1][広報 5] 。
- 1985年（昭和60年） - 高浜分院の前身である高浜市立病院が高浜市稗田町に開院[1]。
- 1990年（平成2年）1月 - 健診センター開設[広報 1][広報 6]。
- 1993年（平成5年）4月 - 厚生省臨床研修病院指定 [広報 1][広報 6]。
- 1996年（平成8年）4月 - 刈谷在宅介護支援センター開設[広報 1][広報 6]。
- 1997年（平成9年）4月 - 刈谷総合病院附属東診療所開設[広報 1][広報 6]。
- 1998年（平成10年）6月 - 日本医療機能評価機構認定（一般病院B第54号）[広報 6]。
- 1999年（平成11年）
  - 1月 - 老人保健施設ハビリス一ツ木開設（100床）[広報 1][広報 6]。
  - 4月 - 一ツ木在宅介護支援センター開設[広報 1]。
- 2000年（平成12年）4月 - 刈谷総合病院附属東診療所廃止、刈谷総合病院東分院開設、介護老人保健施設ハビリス一ツ木に名称変更[広報 1][広報 6]。
- 2001年（平成13年）4月 - 厚生省歯科医師臨床研修病院指定 [広報 1]。
- 2002年（平成14年）5月 - 刈谷総合病院東分院透析センター開設（50床）[広報 1][広報 6]。
- 2006年（平成18年）4月 - 刈谷豊田総合病院に改称[広報 1][広報 7]。
- 2007年（平成19年）3月 - 災害拠点病院（地域災害医療センター）に指定[広報 1][広報 7]。
- 2009年（平成21年）4月 - 刈谷豊田総合病院高浜分院開設（104床）[広報 1][広報 7]。
- 2010年（平成22年）6月 - 愛知県がん診療拠点病院に指定[広報 1][広報 7]。
- 2011年（平成23年）
  - 3月 - 愛知DMAT指定医療機関に指定 [広報 1]。
  - 4月 - 救命救急センターに指定、災害拠点病院（地域中核災害医療センター）に指定[広報 1][広報 7]。
- 2013年（平成25年）4月 - 第二種感染症指定医療機関に指定、高浜訪問看護ステーション開設[広報 1]。
- 2014年（平成26年）
  - 1月 - ドクターカーの運行開始[2]。
  - 10月 - 新2棟を開棟[広報 1]。

## 施設
737床の病床を持ち、うちICU6床、CCU4床、夜間救急病床9床、回復期リハビリテーション42床になっている。
診療棟の1階には三菱UFJ銀行と三井住友銀行のATMが設置されている。
中央棟1階にはセブン-イレブンが、2階にはレストラン「フォーラス」が設置されている。

## 診療科
| - 内科 - 精神神経科 - 神経内科 - 循環器科 - 小児科 - 外科 - 整形外科 - 脳神経外科 - 皮膚科 | - 泌尿器科 - 産婦人科 - 耳鼻科 - 眼科 - 放射線科 - 麻酔科 - リハビリテーション科 - 歯科口腔外科 |

## 交通アクセス
- JR東海道本線・名鉄三河線 刈谷駅南口から徒歩で約15分。
- 刈谷市公共施設連絡バス・全線「刈谷豊田総合病院」下車。
- 東浦町運行バス・刈谷線「刈谷豊田総合病院」下車。
- 高浜市コミュニティバス（いきいき号）・刈谷市コース「刈谷豊田総合病院」下車。

### 広報資料・プレスリリースなど一次資料
1. 1 2 3 4 5 6 7 8 9 10 11 12 13 14 15 16 17 18 19 20 21 22 23 24 25 26 27 28 29  “医療法人豊田会について”.   医療法人豊田会 刈谷豊田総合病院. 2015年5月5日閲覧。
2. ↑  “医療法人豊田会 刈谷豊田総合病院”.   公益財団法人日本医療機能評価機構. 2015年5月5日閲覧。
3. 1 2 3  “病院の歴史 1/4”.   医療法人豊田会 刈谷豊田総合病院. 2015年5月5日閲覧。
4. ↑  ごあいさつ｜当院について｜豊田刈谷総合病院（2011年7月9日閲覧）。
5. 1 2 3  “病院の歴史 2/4”.   医療法人豊田会 刈谷豊田総合病院. 2015年5月5日閲覧。
6. 1 2 3 4 5 6 7 8  “病院の歴史 3/4”.   医療法人豊田会 刈谷豊田総合病院. 2015年5月5日閲覧。
7. 1 2 3 4 5  “病院の歴史 4/4”.   医療法人豊田会 刈谷豊田総合病院. 2015年5月5日閲覧。
8. ↑  “医療法人豊田会　刈谷豊田総合病院”.   マイナビ2016. 2016年3月6日時点のオリジナルよりアーカイブ。2015年5月5日閲覧。